# Keraštuk
Keraštuk je štuková omítka (z přírodních materiálů) v pastovitém stavu tvořená směsí vody, jemného křemenného (křemičitého) písku, plaveného kaolínu, hašeného vápna (hydroxidu vápenatého), hydraulického a organického pojiva určená převážně pro tenkovrstvé vnitřní (interiérové – tj. stěny a stropy) případně i venkovní (exteriérové) omítky v místech s méně exponovanými povrchy. Nanáší se na základní (jádrové) omítky nebo přímo na betonové panely s hrubším povrchem a to většinou ručně (i když strojní nanášení např. strojní omítačkou je též možné) pomocí špachtle, zednické lžíce či ocelového zednického hladítka. Hmota je dodávána výrobci stavebních materiálů v různě hmotnostním balení většinou v tekutém či polotekutém stavu (při manipulaci s ní se nepráší) vhodném pro okamžité přímé použití. Po částečném zaschnutí a zatuhnutí takto vytvořené keraštukové omítky se její povrch ještě vyrovnává zednickým hladítkem s měkkým porézním povrchem. Omítka má po definitivním zaschnutí bílou až šedobílou barvu, je vhodná jako podklad pro následující malířské nátěry, ale není vhodná jako součást sanačních systémů.

Nástroje na ruční aplikaci (a opracování) keraštuku
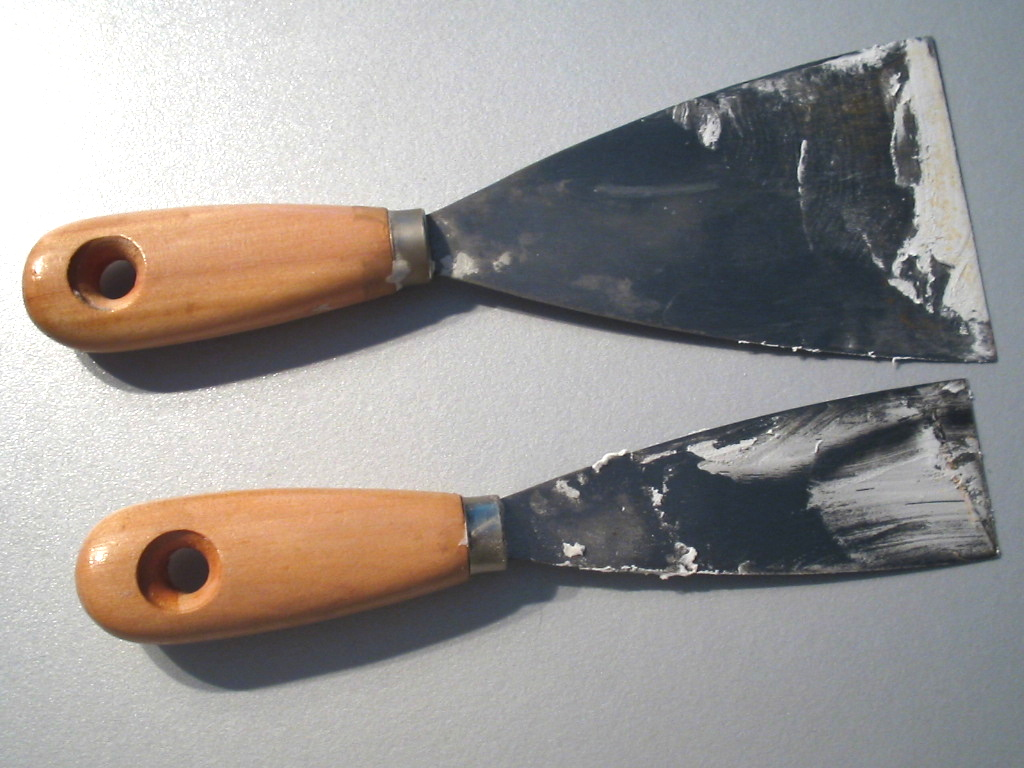
Zednická stěrka (špachtle)
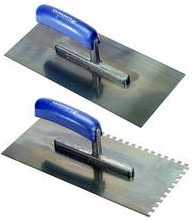
Ocelové zednické hladítko
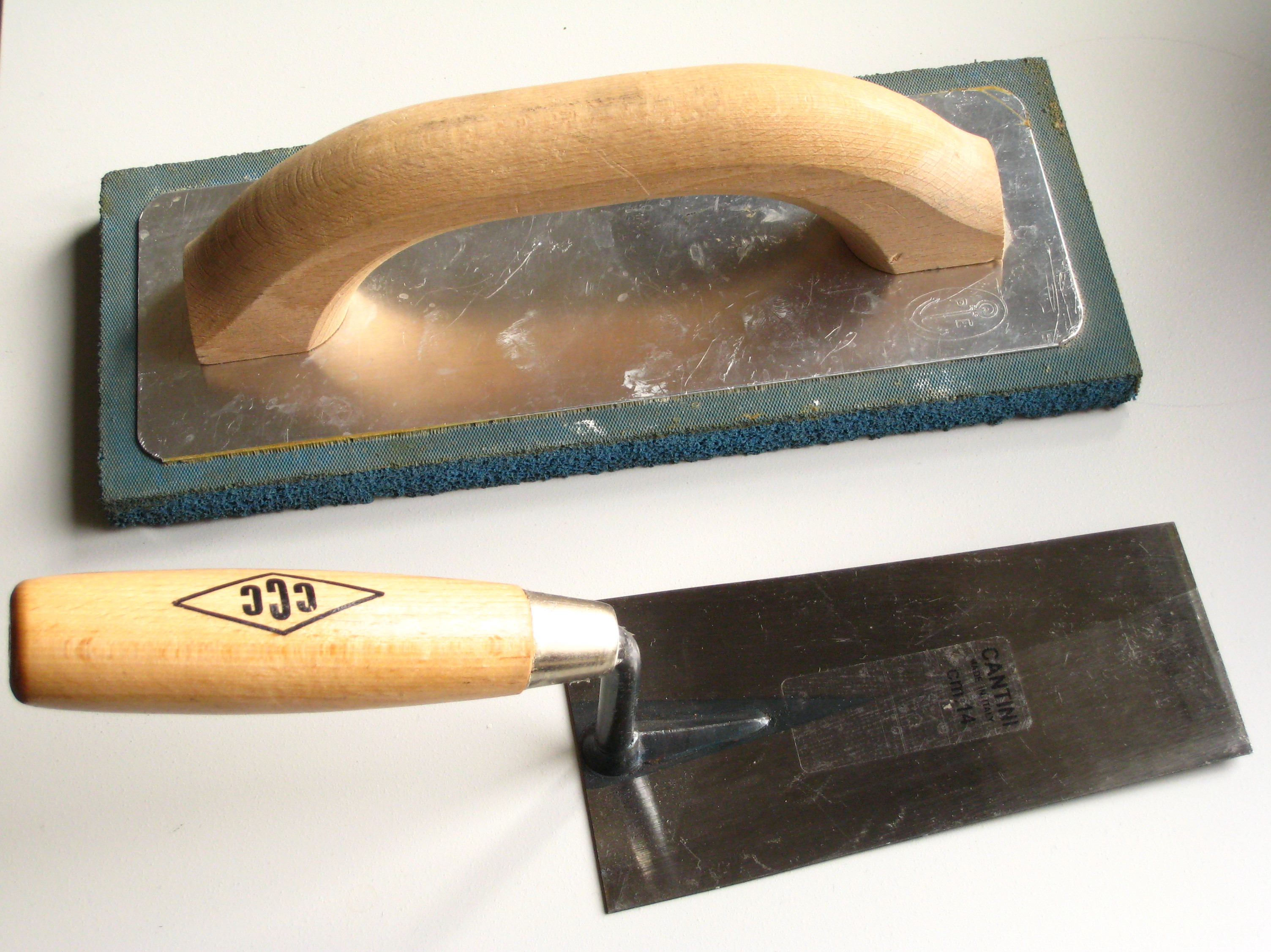
Zednická lžíce a zednické hladítko
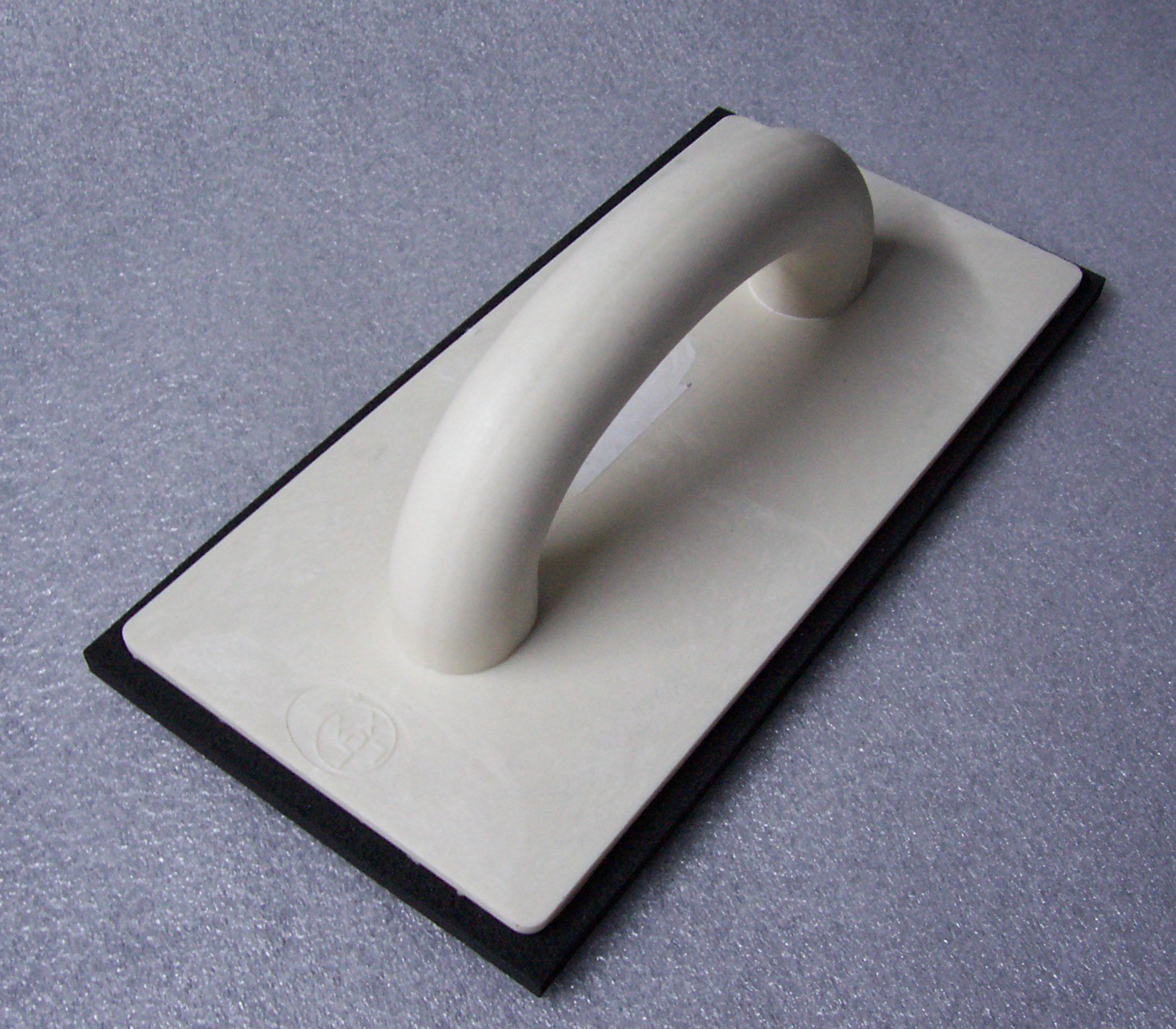
Zednické hladítko